# Wilbur de Paris
Wilbur De Paris (Crawfordsville, 1900. január 11. – New York, 1973. január 3.) amerikai harsonás.

## Pályafutása
Wilbur de Paris 1900. január 11-én született az Indiana állambeli Crawfordsville-ben. Apja, Sidney de Paris Sr. is zenész volt, és tudását megosztotta vele és testvérével, Sidney-vel is. Apja maga n altszaxofonozott és vaudeville-zenekarral lépett fel.
Wilbur de Paris 1919-ben Philadelphiában kezdte a zenészpályát egy kis zenekarban. 1922-ben New Orleansban járt, ahol együtt dolgozott Louis Armstronggal és Armand J. Pironnal. Az 1920-as években Philadelphiában és New Yorkban dolgozott − többek között – zenekarvezetőként is. Ez idő alatt végleg áttért szaxofonról harsonára.
Akkoriban olyan zenészekkel dolgozott, mint Stuff Smith, Dave Nelson, Noble Sissle − akivel turnézott Európában − és Edgar Hayes.
De Paris 1936 és 1937 között turnézott Teddy Hill zenekarával, és felvételeket készített a Mills Blue Rhythm Banddel. Ismét csatlakozott Louis Armstronghoz, és 1937 végétől az évtized végéig játszott vele. Ezidőben a testvére, Sidney trombitaszólistaként szerzett hírnevet. 1944-ben a testvérek először készítettek közös felvételt "The DeParis Brothers" néven a Commodore Records számára. Négy számot vettek fel. 
Turnézott Ella Fitzgeralddal és Roy Eldridge-dzsel, mielőtt saját comboját vezette volna. 1945 végén de Paris csatlakozzott Duke Ellingtonhoz, akivel 1947-ig együtt maradt. Az Egyesült Államok külügyminisztériumának támogatásával 1957-ben Afrikában járt.
Zenéje jelen van Woody Allen filmjeiben, többek között az „In a Persian Market” és a „The Curse of the Jade Scorpion” című filmben.

## Fordítás
Ez a szócikk részben vagy egészben  a   Wilbur de Paris című angol Wikipédia-szócikk ezen változatának fordításán alapul.  Az eredeti cikk szerkesztőit annak laptörténete sorolja fel. Ez a jelzés csupán a megfogalmazás eredetét és a szerzői jogokat jelzi, nem szolgál a cikkben szereplő információk forrásmegjelöléseként.